# Ivana Jinkings
Ivana Jinkings (Belém, 1961) est une éditrice et essayiste brésilienne. Elle est la fondatrice de la maison de presse Boitempo,.
En 2007, elle a reçu avec Emir Sader le Prix Jabuti dans la catégorie de Sciences humaines et dans celle de Meilleur livre pour Latinoamericana: enciclopédia contemporânea da América Latina e Caribe,,.